# En gång till, Sam
En gång till, Sam (originaltitel: Play It Again, Sam) är en amerikansk film från 1972 i regi av Herbert Ross. I huvudrollerna Woody Allen, Diane Keaton och Tony Roberts. Filmen bygger på en pjäs av Woody Allen.
Filmen hade svensk premiär den 16 december 1972.

## Handling
Allan Felix (Woody Allen) är en filmkritiker och cineast som blir dumpad av sin fru. Bästa kompisen Dick Christie (Tony Roberts) och hans flickvän Linda Christie (Diane Keaton) försöker hjälpa honom att hitta en flickvän. Allan får även hjälp från ingen mindre än sin största filmidol, Humphrey Bogart om hur man skall behandla kvinnor.

## Skådespelare
- Woody Allen – Allan Felix
- Tony Roberts – Dick Christie
- Diane Keaton – Linda Christie
- Jerry Lacy – Humphrey Bogart
- Susan Anspach – Nancy Felix